# 收養
收養，又稱抱養，係指養子，將他人子女收為自己子女，中國古代又稱為螟蛉子，這是由於古人誤以為蜾蠃把螟蛉的幼蟲收養作己子，實際上牠們是用作給自己幼蟲的食物。小说《封神演义》中的雷震子是一个弃婴，被周文王收为螟蛉子，列为文王的百子之末。
有研究指出，就如一般父母對子女的教養會對子女的將來和福祉造成影響一般，養父母對養子女的教養，也一樣會對養子女的將來和福祉造成影響，雖然不同狀況的養子女，會因其先天因素之故，而出現不同的侵略性和心理健康狀況，但養父母對養子女展現愛與關懷，會減少養子女的未來和福祉出現負面結果的可能。養子女的身心狀況會受收養前的因素影響，但養父母對養子女展現特別多的愛與溫暖，對養子女的心理健康發展有正面幫助。對羅馬尼亞後共產時代孤兒的研究也顯示，盡管相對於未曾被送進孤兒院的兒童，被送交領養的兒童各方面的發展依舊較慢，但被送交領養的孤兒，其語言、智商與社會情緒方面都出現改進，他們能出現安全依附，且情緒表達能力也有所進步。
法律上，收養是通过法定方式，賦予收養者與被收養者，發生與婚生子女具有相同權利義務的一種身分契約關係。因此，收養稱為法定血親或擬制血親。

## 收養類型
收養之類型，依收養人與被收養者間之關係，約可分為三種：
1. 是繼子女（稱為繼親收養），亦即夫妻之一方結婚後，收養他方在前婚關係中之子女，即屬之。
2. 近親收養，收養親戚的小孩。
3. 不具親屬或血緣關係之人，依法定方式，具備相關要件，而成立收養關係者而言。

被收養者之生父母稱為本生父母，而對本生父母而言，將子女被他人收養之情況稱為「出養」子女。一旦子女出養後，與其本生父母之親屬關係即處於暫時停止之狀態，互不負義務，也無法律上之權利，故也互無繼承之資格。

## 各地情况

### 羅馬尼亞
羅馬尼亞共產黨時代，因為770法令之故，使得出生率上升，但這也導致大量嬰兒被棄養至孤兒院。而對羅馬尼亞孤兒院兒童的研究顯示，這些兒童的大腦白質與灰質都小於一般兒童。這些兒童也有許多諸如抽動、暴怒、偷竊和自我懲罰等異常行為，其智能與學業成就也較低；而被從孤兒院送交領養的兒童在語言、智商與社會情緒方面都出現改進，他們能出現安全依附，且情緒表達能力也有所進步；但相對於未曾被送進孤兒院的兒童，這些兒童各方面的發展依舊較慢。

### 中国
先秦以来的中国传统社会重视祭祀，财富、职务、爵位等各类遗产的继承权都以男子优先。缺少男性继承人的家庭会采用收养、过继方式解决问题，通常收養同一氏族（同姓）的子弟。传统观念中，姓氏与父系血统互为表裏，故收养异姓男子为继承人会导致血统紊乱，不符合礼法。自三国时代起，历代法律禁止收养、送养异姓男。唐律中，收养异姓男唯一途径是三岁以下的遺棄兒童。而面对灾荒和战乱的情况，唐宋两朝通过诏令放宽收养异姓的限制:123—125。

### 中華民國
中華民國《民法》第1072條規定，收養他人之子女為子女時，其收養者為養父或養母，被收養者為養子或養女。同法第1077條第1項規定，養子女與養父母及其親屬間之關係，除法律另有規定外，與婚生子女同。對於收養者的資格，《民法》第1073條規定收養者之年齡，應長於被收養者二十歲以上。但夫妻共同收養時，夫妻之一方長於被收養者二十歲以上，而他方僅長於被收養者十六歲以上，亦得收養。夫妻之一方收養他方之子女時，應長於被收養者十六歲以上。且於同法第1073-1條規定下列親屬不得收養為養子女：
一、直系血親。
二、直系姻親。但夫妻之一方，收養他方之子女者，不在此限。
三、旁系血親在六親等以內及旁系姻親在五親等以內，輩分不相當者。

## 延伸阅读
[在维基数据编辑]
 《欽定古今圖書集成·明倫彙編·家範典·養子部》，出自陈梦雷《古今圖書集成》
- James L. Watson：〈族人与外人：一个中国宗族的收养 （页面存档备份，存于）〉。